# Julius Pinder

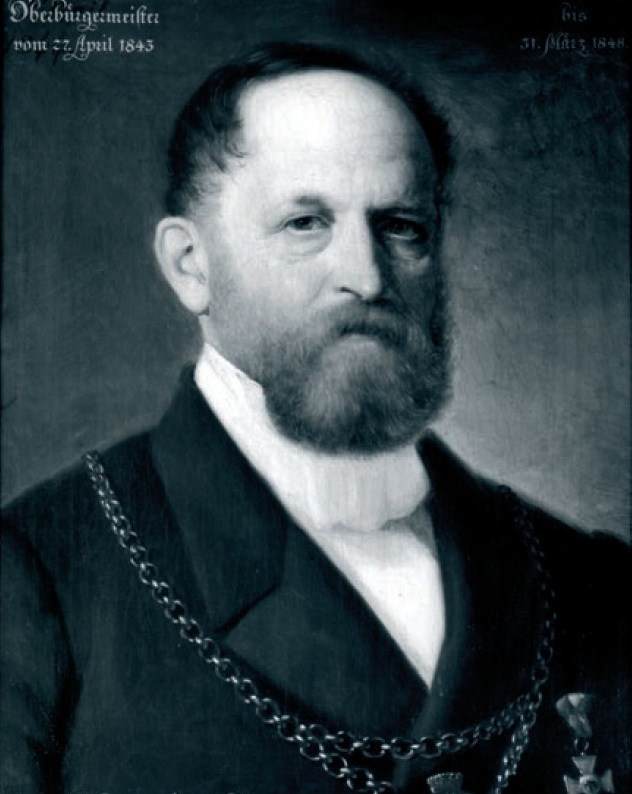
Julius Pinder mit Bürgermeisterkette

Julius Hermann Pinder (* 24. Oktober 1805 in Naumburg (Saale); † 19. August 1867 in Jarzombkowitz, Schlesien) war ein preußischer Beamter und Politiker.

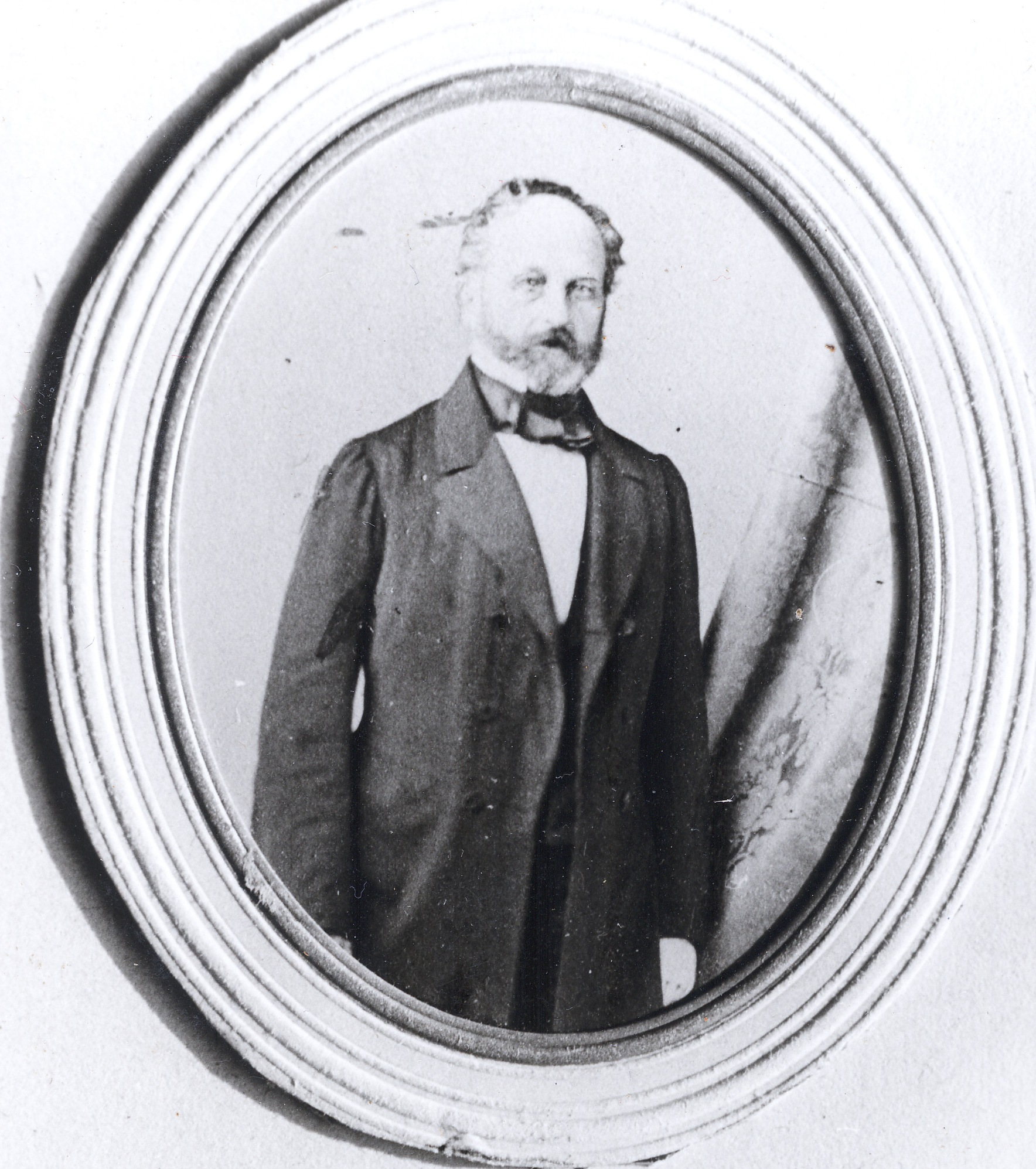
Julius Pinder

## Leben
Pinder studierte von 1824 bis 1826 Rechtswissenschaften an der Universität Berlin. Ab 1835 war er als Regierungsrat in Königsberg tätig, 1843 wechselte er als Oberbürgermeister nach Breslau, kurz darauf erwarb er zusätzlich ein Rittergut in Woinowitz.
Nach der Märzrevolution wurde Pinder im März 1848 zum Oberpräsidenten der Provinz Schlesien berufen und in die Preußische Nationalversammlung gewählt. Nachdem im November 1848 die gegenrevolutionären Kräfte die Oberhand gewonnen hatten und das Parlament nach Brandenburg verlegt worden war, unterstützte Pinder in der Nationalversammlung am 15. November 1848 den Aufruf zur Steuerverweigerung, woraufhin er drei Tage später von seinem Amt als Oberpräsident suspendiert wurde.
Vom 26. Februar bis zum 11. Mai 1849 vertrat Pinder als Nachfolger von Sigismund von Dallwitz den 1. schlesischen Wahlkreis (Lauben) als fraktionsloser Abgeordneter in der Frankfurter Nationalversammlung. Nach dem Ende der Deutschen Nationalversammlung nahm er am Gothaer Nachparlament teil und war 1849 Abgeordneter in der 1. Kammer des preußischen Landtags, wo er zur Linken zählte. Von 1859 bis 1861 war er Mitglied der 2. Kammer, wo er der Fraktion Vincke angehörte.